# 坎农维尔
坎农维尔，是美国犹他州加菲尔德县下属的一座城市。建市于 1874年，面积大约为1.98平方英里（5.1平方公里），海拔约为5,886英尺（1,794米）。根据2010年美国人口普查，该市有人口167人。